# اندیس گلمنده ۳
گلمنده ۳ یک اندیس فلزی است که در حوالی شهر ساغند استان یزد قرار دارد و مادهٔ معدنی موجود در آن، آهن است.